# اندری دونتس
اندری دونتس (انگلیسی: Andriy Donets؛ زادهٔ ۳ ژانویهٔ ۱۹۸۱) بازیکن فوتبال اهل اوکراین است.
از باشگاه‌هایی که در آن بازی کرده‌است می‌توان به باشگاه فوتبال تاوریا سیمفروپول، باشگاه فوتبال اوورلا اوژهورود، باشگاه فوتبال چورنومورتس اودسا، و باشگاه فوتبال کارپاتی لویو اشاره کرد.